# Walker Buehler
Walker Anthony Buehler (Lexington, 28 luglio 1994) è un giocatore di baseball statunitense, lanciatore per i Boston Red Sox della Major League Baseball (MLB).

## Carriera

### Inizi e Minor League (MiLB)
Nato nel Kentucky, Buehler frequentò la Henry Clay High School nella sua città natale Lexington. Nonostante fosse stato selezionato dai Pittsburgh Pirates al quattordicesimo turno del draft MLB 2012, scelse di non firmare, preferendo entrare alla Vanderbilt University con cui lanciò per tre anni dal 2013 al 2015.
Al draft MLB 2015 venne scelto al primo turno dai Los Angeles Dodgers come 24ª scelta assoluta. Nella stessa estate del draft si sottopose alla Tommy John surgery, operazione chirurgica al gomito che lo tenne fuori causa per circa un anno. Il 24 agosto 2016 tornò in campo giocando una partita con gli Arizona League Dodgers (in classe Rookie), poi il 28 agosto seguente venne promosso ai Great Lakes Loons della Midwest League (classe A) con cui invece fu impegnato in due occasioni, per un totale di tre partite stagionali.
Buehler iniziò la stagione 2017 con i Rancho Cucamonga Quakes della California League (classe A-avanzato), dove in cinque partenze e un totale di 16 1⁄3 inning concesse solo tre punti. Il 2 maggio fu spostato nel roster dei Tulsa Drillers della Texas League, in Doppio-A. Il 16 luglio avanzò ancora di categoria, venendo chiamato a far parte degli Oklahoma City Dodgers in Triplo-A. A fine anno fu nominato lanciatore dei Dodgers dell'anno tra quelli impegnati in Minor League.

### Major League (MLB)
Il 7 settembre 2017 Buehler venne aggiunto per la prima volta al roster dei Los Angeles Dodgers, e la sera seguente debuttò in Major League lanciando due inning nella sconfitta casalinga contro i Colorado Rockies senza concedere punti, mantenendo il risultato sul definitivo 9-1. Il 21 settembre ottenne la sua prima vittoria personale, quando lanciò un inning nella vittoria di misura sul campo dei Philadelphia Phillies. In totale, quell'anno giocò in MLB in 8 partite, concedendo 8 punti in 9 1⁄3 inning (7.71 di media PGL) con 12 strikeout e 8 basi su ball.
Il 23 aprile 2018 fu impiegato per la prima volta da lanciatore partente, rimanendo sul monte di lancio contro i Miami Marlins per cinque inning durante i quali non incassò punti. Il successivo 4 maggio, contro i San Diego Padres, Buehler lanciò per 6 inning con 8 strikeout senza subire alcuna valida, prima di essere sostituito dopo 93 lanci: i successivi rilievi dei Dodgers chiusero anch'essi la partita senza concedere valide, dando così luogo alla prima no-hitter combinata nella storia della franchigia losangelina. Il 22 agosto nel derby contro i Los Angeles Angels ottenne 9 strikeout, nuovo massimo personale della sua giovane carriera, mentre il 19 settembre contro i Colorado Rockies ne ottenne 12. Il suo record stagionale in regular season fu di 8-5, con una media PGL di 2,62 e 151 strikeout. In gara 3 delle World Series contro i Boston Red Sox, lanciò per 7 inning senza subire punti: i Dodgers vinsero 3-2 quella partita, ma alla fine furono gli avversari a conquistare la serie e il titolo. Buehler finì terzo nelle votazioni per il rookie dell'anno della National League, dietro agli esterni Ronald Acuña Jr. e Juan Soto.
L'11 aprile 2019 batté il suo primo fuoricampo in Major League, arrivato su un lancio di Michael Wacha dei St. Louis Cardinals. Il 21 giugno dello stesso anno realizzò contro i Colorado Rockies il suo primo complete game, diventando allo stesso tempo il primo lanciatore dei Dodgers con più di 15 strikeout (nello specifico 16) e zero basi su ball in una singola partita. In stagione ricevette anche la prima convocazione per l'All-Star Game MLB, nel quale concesse un punto in un inning di utilizzo. Il 3 agosto contro i San Diego Padres lanciò un altro complete game, con 15 strikeout e zero basi su ball: questa prestazione lo rese il terzo lanciatore nella storia della MLB (dopo Dwight Gooden e Pedro Martínez) con più di una partita da almeno 15 strikeout e zero basi su ball nell'arco della stessa stagione. La sua regular season di quell'anno si chiuse con un record di 14-4, una media PGL di 3,26 (la nona migliore della National League) e 215 strikeout.
In una regular season 2020 che vide ridotto il numero di partite complessive a causa della pandemia di COVID-19, Buehler fece 8 partenze e chiuse con un record di 1-0, con una media PGL di 3,44 e 42 strikeout in 36,2 inning. In gara 3 delle World Series 2020 contro i Tampa Bay Rays, Buehler ottenne la vittoria con 10 strikeout in 6 inning, concedendo solo un punto e tre valide. Diventò il terzo lanciatore più giovane con almeno 10 strikeout e 3 (o meno) valide concesse in una partita valida per le World Series, dietro a Ed Walsh (nel 1906) e Josh Beckett (nel 2003). I Dodgers finirono per vincere il titolo in 6 partite.

## Palmarès

### Club
- World Series: 2

Los Angeles Dodgers: 2020, 2024

### Individuale
- MLB All-Star: 2

2019, 2021
- Lanciatore del mese: 1

NL: luglio 2021